# Dark Before Dawn
Dark Before Dawn (с англ. — «Тьма перед рассветом») — пятый студийный альбом американской рок-группы Breaking Benjamin. Альбом вышел 23 июня 2015 года на лейбле Hollywood Records. Это первый студийный альбом группы после длительного перерыва с 2010 по 2014 годы, и первый альбом когда от прошлого состава остался только вокалист группы и солист Бенджамин Бёрнли. Бёрнли выступил продюсером данного альбома, песни к альбому написаны ещё до перерыва группы. Записывался альбом в личной студии Бена. На ней также записан альбом Phobia (2006).
Альбом хорошо принят критиками. Большинство оставило позитивные рецензии, а некоторые назвали этот альбом очень похожим на прошлый материал группы. Бёрнли сказал, что не хотел изобретать велосипед заново. Альбом дебютировал под No. 1 в чате Billboard 200, первый альбом группы, который продан тиражом в 141 000 копий за первую неделю. Главный сингл с названием «Failure» анонсирован 18 марта 2015 года, задолго до выхода альбома.

## Об альбоме
Dark Before Dawn — это первый альбом в котором не принимали участие Аарон Финк (гитара) и Марк Клепаски (бас). В начале 2010 года Бен уведомил, что он болен и группа не будет выступать, пока он не пройдет медицинское обследование. Внутренний конфликт начался в 2011 году после того как Финк и Клепаски незаконно получили разрешение на выпуск альбома с лучшими хитами группы, а также ремикс на песню «Blow Me Away» вместе с Сидни Дюран из Valora. Двое музыкантов впоследствии уволены из группы и получили иск о возмещении ущерба. Адвокаты Финка и Клепаски утверждали, что ответчики в 2009 году получили разрешение, позволяющее Бёрнли распустить группу если по причине здоровья он не сможет выступать. После распоряжения судьи дело решено в апреле 2013, а Бёрнли получил эксклюзивные права на название группы Breaking Benjamin. Позже ударник Chad Szeliga анонсировал, что он покидает группу по причине творческих разногласий.

## Запись и производство
Бёрнли утверждает, что «95 % альбома» написаны до нового состава группы. Бернли является главным автором песен, Рауч написал интро и оутро для альбома Dark and Dawn, а также является соавтором «Defeated» и «Never Again», свой вклад внёс и Кейт Валлен:[1, 9, 12].

## Релиз альбома
Релиз альбома состоялся 23 июня 2015 года. Альбом и главный сингл «Failure» анонсированы 23 июня и 23 марта. Второй и третий синглы «Angels Fall» и «Defeated» опубликованы 14 апреля и 12 мая. 15 апреля, до релиза альбома, группа отправилась в тур по Северной Америке. Альбом размещён 16 июня на iTunes First Play.

### Коммерческий успех
Dark Before Dawn дебютировал под номером 1 в US Billboard 200, продав 141 000 копий за первую неделю. 135 000 продажи только альбома. Это первый альбом за всю карьеру, который достиг такого рейтинга в Billboard 200. 8 января 2016 года альбом продан более 300 000 копий по США.

## Список композиций
| № Название                | Длительность |
| ------------------------- | ------------ |
| 1. "Dark" (Intro)         | 2:10         |
| 2. "Failure"              | 3:34         |
| 3. "Angels Fall"          | 3:48         |
| 4. "Breaking The Silence" | 3:01         |
| 5. "Hollow"               | 3:51         |
| 6. "Close To Heaven"      | 4:09         |
| 7. "Bury Me Alive"        | 4:04         |
| 8. "Never Again"          | 3:43         |
| 9. "The Great Divide"     | 4:12         |
| 10. "Ashes Of Eden"       | 4:53         |
| 11. "Defeated"            | 3:25         |
| 12. "Dawn" (Outro)        | 1:52         |